# Luftkrigen under Operation Overlord
Luftkrigen under Operation Overlord hører sammen med Slaget om England, den strategiske bombeoffensiv mod Tyskland og hangarskibskrigen i Stillehavet til de vigtigste luftslag under 2. verdenskrig. Den foregik mellem juni og august 1944 under de Allieredes landgang i Nordfrankrig.
Den allierede landgang blev mulig da de Allierede erobrede luftherredømmet. Inden D-dag, den 6. juni 1944, forberedte de allierede flystyrker invasionen ved at bombardere de tyske forsyningslinjer, artilleribatterier og tropper samt ved at forsyne den Franske modstandsbevægelse med våben og udrustning fra luften.
På D-dag sikrede de allierede jagerfly luftrummet over landgangskysterne og bombeeskadriller angreb tyske stillinger i baglandet. Til beskyttelse af den allierede armada af krigs- og forsyningsskibe afsøgte allierede fly havet efter tyske ubåde. Da tyskerne havde ventet en landgang ved Pas-de-Calais og fortsat ventede en landgang der længe efter invasionen i Normandiet (se: Den tyske situation i Normandiet i 1944), kunne de kun imødegå den allierede landgang med få jagerfly. Størstedelen af de tyske jagere var umiddelbart før invasionen blev flyttet ind i det indre af Frankrig.
Efter D-dag understøttede de Allierede deres offensiv på jorden med koncentrerede bombardementer. Allierede jagerbombere overfløj Normandiet på jagt efter tyske troppeenheder, og beskød dem for at forhindre dem i at nå frem til fronten. Det tyske Luftwaffe kunne kun i begrænset omfang imødegå de allierede fly og kunne stort set intet stille op imod fremrykningen på jorden. Den tyske hær håbede på at de med indsættelse af "Wunderwaffen", som f.eks. raketfly og jetjagere (som dog ikke nåede at komme til indsats) men først og fremmest med erfarne panserdivisioner kunne modstå invasionen. Desuden angreb tyskerne engelske byer med de såkaldte gengældelsesvåben V1-missiler og V2-raketter.
De allierede flystyrker kunne opfylde alle de opgaver de havde fået, om end det i nogle tilfælde skete med forsinkelse på grund af dårligt vejr. Flystyrkerne havde hidtil uset størrelse og tabene på 17.000 piloter og besætningsmedlemmer på under tre måneder var de største tab i luftkrigens historie. Det tyske luftvåben var ikke i stand til at modstå den allierede overmagt i luften. Forsøget på at stoppe den allierede fremrykning ved en stor modoffensiv under en periode med dårligt flyvevejr i vinteren 1944 slog ligeledes fejl under Ardenneroffensiven.

## Baggrund, planlægning og parternes situation

### Allieret forberedelse af Operation Overlord og flystyrkernes opgaver
Den 11. januar 1944 begyndte de allierede luftangreb i direkte sammenhæng med forberedelsen af Operation Overlord. Angrebene havde indtil invasionens start følgende mål, som blev forfulgt samtidig:
1. Forsyning af modstandsgrupperne i det besatte Frankrig med våben og udstyr til gennemførelse af sabotageaktioner.
2. Angreb mod de næsten færdige V-1-katapulter ved kysten af Den engelske kanal.
3. Angreb mod transportforbindelser i det fremtidige landgangsområde, fortrinsvis de franske jernbaner (se Transport planen).
4. Angreb mod Luftwaffes anlæg

Allerede fire måneder før starten på Operation Overlord blev der gennemført en række angreb mod mål langs Kanalkysten, den hollandske kyst og i selve Tyskland for at afprøve det tyske luftvåbens forsvarsberedskab. Ved disse operationer, som de allierede flystyrker omtalte som Big Week viste det sig, at de allierede flystyrker overalt og til enhver tid kunne opnå overlegenhed i luften.
Desuden blev der i april 1944 gennemført luftangreb mod olielagre ved de rumænske oliefelter omkring byen Ploesti og mod anlæg til fremstilling af syntetisk benzin i Tyskland, hvilket førte til mangel på flyverbenzin og dermed yderligere indskrænkede det tyske luftvåbens indsatsmuligheder.

### Involverede allierede flystyrker
Den øverstkommanderende for de allierede flystyrker i Allied Expeditionary Air Force, AEAF, som var den største og mest alsidige luftflåde nogensinde, var luftmarskal Trafford Leigh-Mallory. Under hans kommando var der luftlandestyrker, taktiske luftflåder, strategiske luftflåder, RAF Coastal Command samt det britiske luftforsvar.

#### Luftlandestyrker
- No. 38 Group AEAF og No. 46 RAF Transport Command med i alt 478 transportfly og 1.120 svævefly til luftlandsætninger.
- Ninth Troop Carrier Command fra det amerikanske Ninth Air Force med i alt 813 transportfly og 511 svævefly.[1]

#### Taktiske luftflåder

##### Udviklingshistorie
Under slaget om Frankrig i 1940 var de allierede flystyrkers taktik, først og fremmest RAF's, mod de hurtigt fremrykkende tyske pansertropper ikke tilfredsstillende. De styrker, som havde til opgave at yde nærstøtte, var udstyret med fejlkonstruerede fly af typen Fairey Battle, og de blev næsten fuldstændig tilintetgjort uden at have opnået nævneværdige taktiske resultater.
Under felttoget i Nordafrika, som udgjorde Storbritanniens forsættelse af landkrigen mod Tyskland, blev denne mangel ved såvel RAF som ved de amerikanske flystyrker rettet op. Den første taktiske luftflåde i RAF var det såkaldte Desert Air Force (DAF). Denne enhed, som bestod af forskellige jager- og bombeflyenheder udviklede vigtige taktiske metoder, som viste vej for de senere taktiske luftflåder. Det drejede sig f.eks. om anvendelse af Forward Air Controllers, som fra landjorden dirigerede flystyrkernes angreb mod fjendens landstyrker.
På amerikansk side blev Ninth Air Force etableret den 12. november 1942 ud fra US-Army Middle East Air Force (USAMEAF) i Nordafrika. De til rådighed stående flytyper blev ombygget til indsats mod tropper på landjorden i en taktisk luftkrig. Angrebsmetoder blev afprøvet, som kom til at danne grundlag for etablering af specielle taktiske luftflåder.

##### Briternes Second Tactical Air Force og amerikanernes Ninth Air Force
Da Afrikakorpset var blevet slået i 1943, blev de taktiske enheder overført til England og lagt sammen til to store luftflåder: den britiske Second Tactical Air Force (2nd TAF) og den amerikanske Ninth Air Force.
Begge luftflåder blev tilpasset til den planlagte invasion og fulgte de allierede styrker på landjorden fra D-dag til krigens slutning. De fik nye flytyper og særlig ammunition, som f.eks. Hawker Typhoon, der blev udstyret med RP3-raketter til angreb mod kampvogne.
Second Tactical Air Force og Ninth Air Force rådede den 6. juni 1944 over mere end 2.600 fly tilsammen, herunder jagere, jagerbombere, lette- og middelsvære bombefly, rekognosceringsfly og artilleriobservationsfly.

#### Strategiske luftflåder
- Royal Air Force Bomber Command – den britiske strategiske luftflåde under luftmarskal Arthur Harris) omfattede den 6. juni 1944 82 eskadriller med i alt 1.681 fly.
- 8. United States Army Air Force, der siden 22. februar 1944 var underlagt United States Strategic Air Force (USSTAF), som blev ledet af General Carl Spaatz. Den var den største af alle involverede luftflåder. Den bestod af over 2.800 fly og rådede også over et stort antal eskadriller af eskortejagere.

#### Royal Air Force Coastal Command
16th og 19th Group med i alt 63 eskadriller, som den 6. juni omfattede 678 indsatsklare fly, heraf 549 fra enheder i Royal Air Force. Hovedopgaven bestod i at gennemføre Operation Cork. Derudover blev de allierede flådestyrker understøttet ved forsvar mod tyske torpedobåde og andre lette overfladeskibe ligesom tyske forsyningslinjer ved kysten blev angrebet

#### Air Defence of Great Britain (ADGB)
Til forsvar af de Britiske Øer var der 10., 11., 12. og 13. gruppe med i alt 45 eskadriller jagerfly. Disse enheder blev til dels kortvarigt underlagt Second Tactical Air Force og deltog i mange operationer, som gik langt ud over forsvar af luftrummet over Storbritannien.

### Luftwaffes forsvarsplan

#### Luftwaffes rolle
Efter krigsvinteren 1943-1944 stod det klart at der var en tydelig tillidskrise mellem den øverstkommanderende for Luftwaffe Hermann Göring og Adolf Hitler. Göring havde siden det mislykkede kup i 1923 været Hitlers nærmeste fortrolige, men havde under krigen gentagne gange afgivet løfter, som han ikke kunne indfri:
1. Ødelæggelse af British Expeditionary Force fra luften i Dunkerque. Resultatet blev i stedet at næsten 340.000 soldater blev evakueret.
2. Nedkæmpelse af Royal Air Force i august 1940 i løbet af fire dage. Resultatet blev et tysk nederlag i Slaget om England.
3. Forsvar af selve Tyskland mod allierede luftangreb. Resultatet blev fortsat og systematisk ødelæggelse af en lang række tyske byer ved luftangreb fra RAF og USAAF.
4. Forsyning af den omringede 6. Armé i Stalingrad fra luften. Resultatet blev at hele 6. armé gik tabt.

Denne række af store fejlvurderinger fra Görings side førte til at Hitler ikke overdrog forsvaret af de mulige invasionsstrande til Luftwaffe. I stedet valgte han feltmarskal Erwin Rommel, og dermed den feltherre, som havde størst erfaring i at kæmpe mod de vestallierede.
Indsættelsen af Luftwaffe, især indsættelsen af de såkaldte "Blitzbombern" til bekæmpelse af landsatte allierede tropper, regnede Hitler selv med at styre. Luftwaffes faktiske indsats bestod kun af nogle få natlige angreb, såsom den 29. april 1944 mod Portsmouth med 100 bombefly. Sammen med indsættelsen af gengældelsesvåbnene V-1 og V-2 udgjorde de Nazi-Tysklands langdistanceoffensiv.
Nedkastede bomber over England:
- 1943: 2.298 ton
- 1944: 9.151 ton (inklusiv V-1 og V-2)

De defensive forberedelser bestod kun i forlægning af enkelte luftforsvarsbatterier fra Tyskland til Atlanterhavskysten. I OKW ville man vente med at overføre flyene til sidste øjeblik .
De scenarier som OKW havde opstillet koncentrerede sig om slag på landjorden mod luftbårne og landsatte enheder fra de Allierede. Luftkrigen blev i denne sammenhæng fuldstændig ladt ude af betragtning. Feltmarskal Erwin Rommel, som inspicerede forsvarsanlæggene ved den kommende vestfront konstaterede, at en invasionshær måtte slås tilbage af forsvarerne allerede inden den nåede at etablere brohoveder. Rommel selv koncentrerede sig i denne sammenhæng om at få rådighed over pansertropper og om at udbygge forsvarsanlæggene. Hvordan man skulle imødegå fjendens overlegenhed i luften forblev et ubesvaret spørgsmål.
Fra april 1944 blev de militære forudsætninger for en allieret invasion anset for at være til stede fra OKW's side. Enhver forsinkelse af angrebet blev anset for at være til forsvarernes fordel, da disse kunne bruge tiden til at opstille yderligere hærenheder og udbygge forsvarsanlæggene. At årsagen til forsinkelsen muligvis kunne hænge sammen med flyvevejret blev erkendt, men der blev ikke truffet foranstaltninger til at opnå luftoverlegenhed over de mulige kampområder.

#### Enheder til rådighed på D-dag
Den 6. juni var der udover 39 forældede Junkers Ju 88 i ZG 1 (Zerstörergeschwader, tunge jagerfly) kun de to fast udstationerede jagereskadriller Jagdgeschwader 2 og Jagdgeschwader 26 til rådighed for forsvaret af Kanalkysten i dagslys. Antallet af operative fly i de to eskadriller udgjorde 119, hvilket betød at under 50% af de udstationerede fly var klar.
Desuden var der i alt 154 bombefly fra forskellige eskadriller og 36 jagerbombere fra KG 4 (Kampfgeschwader, bombefly) indenfor rækkevidde af kampområdet.

## Allierede operationer før D-dag

### Rekognoscering
For bedre at kunne koordinere landgangen på strandene, bombardementet og beskydningen fra skibene fløj de Allierede regelmæssigt rekognosceringsflyvninger over Normandiet. For ikke at afsløre hvor invasionen skulle foregå fløj man tre flyvninger over Pas-de-Calais for hver flyvning over Normandiet.

### Transportplanen
"Transportplanen" var en strategisk plan, som var udarbejdet af professor Solly Zuckermann, som var rådgiver for det britiske Luftfartsministerium under 2. Verdenskrig.
Ideen var, at ødelæggelse af alle transportmidler i det besatte Frankrig først og fremmest ville forhindre tyskerne i at slå invasionen tilbage. En konkurrerende plan kaldtes olieplanen. Planen gik ud på, at alle jernbaneknudepunkter, godsbanegårde og remiser skulle ødelægges. Der var kritik af denne plan, især fra Arthur Harris og Carl Spaatz, lederne af bombeflyene.
Planen blev alligevel godkendt. I april 1944 udstedte Charles Portal en klar ordre om at jernbaneanlæggene i Trappes, Aulnoye, Le Mans, Amiens, Lougeau, Courtrai og Laon skulle angribes. I begyndelsen af juni var 1.500 af de 2.000 damplokomotiver i Frankrig ude af drift på grund af luftangreb i forbindelse med transportplanen.
Eisenhower skrev til Marshall og Roosevelt:
| „ | Jeg anser transportplanen for uundværlig for forberedelsen af Overlord. Der er ingen anden måde hvorpå dette fantastiske luftvåben kan hjælpe os i forberedelsesperioden, med at komme i land og med at blive der | “ |

### Operation Cork
Målet med Operation Cork var at forhindre tyske ubåde i at trænge ind i invasionsområdet fra Atlanterhavet eller Biscayen. Derfor blev havområdet mellem det sydlige Irland, Cornwall og halvøen ved Brest afpatruljeret dag og nat med ubådsjagere. I de to første uger efter invasionen blev der derved sænket 20 ubåde og flere blev beskadiget. Seks af de syv destroyere i den tyske Kriegsmarine, som var stationeret i Brest eller Le Havre blev uskadeliggjort og talrige torpedobåde sænket.

## D-dag (6. Juni)

### Luftlandsætninger
Kort efter midnat landede den 6. britiske luftbårne division på den østlige flanke af landgangsområdet nord for Caen og øst for Orne-floden. En flåde på 606 firemotorede transportfly og 327 svævefly blev indsat i operationen. Der blev opnået en stor præcision i at nå de planlagte landingsområder "Drop zones" og Leigh-Mallory betegnede operationen som den største navigationspræstation indtil da i krigen. Klokken 4 om morgenen var alle de operative mål i operationen blevet nået – herunder sikring af Pegasusbroen.
På den vestlige flanke af landgangsområdet var situationen helt anderledes. De 338 C-47 Skytrain transportfly og 229 svævefly som skulle bringe 82. amerikanske luftbårne division til deres landingsområde ("Jump zone") midt på Cotentin-halvøen blev udsat for kraftig antiluftskyts-beskydning ved kysten. 23 C-47 og 2 svævefly blev skudt ned og mange fly kom ud af kurs under undvigelsesmanøvrerne. Herved blev mange faldskærmssoldater nedkastet mellem 5 og 40 km fra de planlagte steder. Alligevel lykkedes det mindre grupper at finde sammen og gennemføre de taktiske opgaver, da der herskede stor forvirring blandt de tyske forsvarere. 2 dage efter invasionen var kun 2.000 af de nedkastede 6.000 tropper nået tilbage til deres enheder.
Den 101. amerikanske luftbårne division gik det ikke bedre. Også denne enhed blev spredt ved landingen, som blev gennemført med 443 C-47 og 82 svævefly, men kunne også gennemføre sine opgaver, som bl.a. bestod i at erobre byen Sainte-Mère-Église.
De tre luftbårne divisioner led i løbet af de første tre dage af invasionen tab på over 3.000 mand i alt.

### Støtte til landgangen
Mellem klokken 3 og 5 om morgenen angreb over 1.000 britiske Halifax-bombefly fra RAF Bomber Command 26 udvalgte kystbatterier og andre befæstede stillinger langs den franske Atlanterhavskyst. Fra 8. amerikanske luftflåde deltog 2.600 tunge bombefly i de vidt spredte angreb. Selv om man ikke kunne se meget af landgangsstrandene blev alle de udvalgte kystbatterier ødelagt, undtagen to. I alt gik 25 bombefly tabt under angrebene.
Eisenhower sagde allerede i sin D-Dags-tale:
| „ | Gør jer ingen bekymringer om flyene over jer. Det vil være vore egne | “ |
|   | —                                                                    |   |

Indsatsen af strategiske bombefly mod taktiske mål før og under invasionen blev delvis mødt med kritik fra cheferne for disse luftflåder. Arthur Harris fra RAF Bomber Command anså en intensivering af den strategiske luftkrig mod de tyske byer for at være den hurtigste måde at afslutte krigen på. Carl Spaatz, chefen for de amerikanske strategiske flystyrker, gik ind for en offensiv mod de tyske olieforsyninger ("Olieplanen") i stedet for transportplanen.
Under invasionen blev der efter ordre fra Eisenhower gentagne gange gennemført tæppebombardementer som forberedelse til en stor offensiv. Denne indsats gav resultater, også selv om mange allierede soldater blev ofre for upræcise bombninger.

### Kystpatruljer
I de første tre dage af invasionen blev luftrummet over landgangsstrandene tæt overvåget. Fra jordoverfladen til en højde af 600 meter var luftrummet opdelt i en vestlig angrebszone (Western Assault Area, WAA) og en østlig angrebszone (Eastern Assault Area, EAA).
Tre eskadriller fra RAF eller det canadiske RCAF overvågede de to angrebszoner. Enhederne bestod af fly fra det 2. taktiske luftvåben og Air Defence of Great Britain. Over 600 meters højde blev luftrummet over hele området til stadighed overvåget af tre eskadriller fra det amerikanske 9. Luftvåben.
Der var givet befaling om, at der natten til D-dag til stadighed skulle være to eskadriller på patrulje i luftrummet over angrebsområdet. Her skulle man sikre sig, at de allierede fly også blev genkendt som sådanne, da skibsbesætningerne skød på ethvert uidentificeret fly.
Alene den 6. juni blev der fløjet 2.300 missioner af ca. 650 jagerfly til beskyttelse af angrebsområderne over Normandiet.
Alle andre taktiske enheder var indsat til direkte støtte af landgangsenhederne mod kystforsvaret og forsyningslinjerne i baglandet.

### Tyske reaktioner
På grund af overraskelse over hvor invasionen blev foretaget, reagerede tyskerne ikke med store modangreb fra luften. Da landgangen startede om morgenen den 6. juni var der præcis to tyske jagere, fløjet af oberstløjtnant Josef Priller og sergent Heinz Wodarczyk, som angreb de allierede landgangstropper. Alle andre fly var den 4. juni blevet flyttet ind i det indre af Frankrig, da man anså de hidtidige flyvepladser for truede.
Den første luftkamp på D-dag foregik kort før middag syd for Caen. Den sidste foregik i luftrummet over Évreux og Bernay omkring kl. 21.
De allierede tab i luften på denne dag bestod af 55 jagere og 11 mellemtunge bombefly foruden 41 troppetransportfly og tunge bombefly. Af de 55 jagerfly gik 16 tabt under luftkampe, alle andre blev enten skudt ned af Flak eller forulykkede.
På D-dag mistede Luftwaffe 18 jagere og 4 mellemtunge bombefly samt 12 Ju 87 Stuka bombefly, som var under overførsel mellem to lufthavne.

## Luftkrigen efter D-dag

### 7. Juni – D-dag+1

#### Organiseret bygning af flyvepladser
Allerede dagen efter invasionen indsatte de Allierede særlige enheder i Normandiet, som skulle bygge og forsvare feltflyvepladser. På britisk side drejede det sig om såkaldte Service Command Units. Disse enheder blev første gang indsat i Nordafrika i 1942.
De medbragte lastbiler læsset med telte, brændstof, ammunition og antiluftskyts til forud bestemte steder, hvor det var planlagt at der skulle bygges fremskudte flyvepladser. Sammen med
Service Command Units kom der Airfield Construction Groups, som var på ca. 800 mand og medbragte tungt udstyr i form af bulldozere og store tromler med gitterstål. De kunne på kort tid etablere en flyveplads med alle de nødvendige elektriske installationer, mandskabsrum og kommunikationsmidler mens området blev afsikret af en Service Command Unit. Så snart flyvepladsen var færdig og overdraget til den enhed, som skulle benytte flyvepladsen, drog den indsatte Service Command Unit videre til det næste sted, hvor der skulle bygges en fremskudt flyveplads.
Den 7. juni ankom to Airfield Construction Groups og fire Service Command Units sammen med landgangstropperne og var allerede samme dag klar til indsats. Den 10. juni var fire flyvepladser færdige og i løbet af en måned var der 25.
United States Army Air Forces indsatte Engineer Aviation-bataljoner, som var en kombination af Service Command Units og Airfield Construction Groups i Normandiet fra den 9. juni. Betegnelserne på flyvepladserne var et "A" for amerikanske og "B" for britiske flyvepladser efterfulgt af et løbenummer, dvs. B.1, B.2, eller A.1, A.2 osv.
Mulighederne for at gennemføre en taktisk luftkrig forbedredes enormt på grund af den korte afstand, som jagerbomberne skulle tilbagelægge fra de fremskudte flyvepladser. Det allierede pres og hastigheden i den allierede fremrykning blev derved betydelig forøget.

#### De største luftkampe
På dagen efter invasionen blev alle til rådighed stående jagereskadriller flyttet fra Tyskland til invasionsfronten. Mens antallet af allierede flyvninger nåede op på nogenlunde samme antal, som på D-dag, fløj Luftwaffe ca. dobbelt så mange missioner. De allierede tab var med 89 jagere og jagerbombere de højeste under hele felttoget. Deraf blev 16 skudt ned under luftkampe, men hovedparten gik tabt som følge af Flak og ulykker. Luftwaffe mistede 71 fly, heraf 13 mellemsvære Ju 88 bombefly. Med et tab på 160 fly på begge sider kommer 7. juni 1944 ind på 4. pladsen over dage med de største tab af fly i historien efter 7. juli 1943 (ca. 350 fly gik tabt under Panserslaget ved Kursk), 18. august 1940 (236 fly, heraf 60 på jorden under Slaget om England) og 19. august 1942 (165 fly under Slaget ved Dieppe).

### 10. juni – bombardement af et tysk hovedkvarter
De Allierede forsøgte udover tyske stillinger, forsyningslinjer og troppeformationer at ramme tyske hovedkvarterer. Således angreb 40 Hawker Typhoon-jagerbombere og 71 B-25 Mitchell-bombefly den 10. juni stabshovedkvarteret for "Panzergruppe West". Bygningen blev ødelagt og stabschefen General von Dawans og mange stabsofficerer blev dræbt.

### De første tyske jetjagere
Da invasionen gik i gang, var det ifølge en ordre fra Hitler forbudt at diskutere om de nye jetfly skulle indsættes som jagere eller som bombefly. Ved fremvisningen af Me 262 i december 1943 i Insterburg skal Hitler have sagt til Hermann Göring og Adolf Galland: "I dette fly, som De her har præsenteret som et jagerfly, ser jeg den Blitzbomber, hvormed jeg vil afslå invasionen i dens første og svageste fase.“.
Hitler glemte imidlertid at udstede ordrer om ombygning af flyet til bombefly, og derfor kunne Hitler i april 1944 konstatere, at indtil videre var der ikke sket ændringer, og der var ikke installeret udstyr, så der kunne medbringes bomber, og at der kun blev fremstillet jagerversioner af flyet. På dette tidspunkt underlagde Hitler projektet sin personlige overvågning, men da invasionen gik i gang var hverken jager- eller bombeudgaven klar til indsats.
Først den 30. august fik Luftwaffes generalstabschef, General Werner Kreipe, tilladelse til at indsætte hver 20. Me 262 til forsøg indenfor jagerområdet. Flyene kom derfor ikke i kamp i Normandiet.

### Indsættelse af tyske "Mistelgespannen"
I midten af juni overførte tyskerne en række af deres såkaldte Mistelgespanne ((tysk); "misteltensforspand") til Normandiet. De bestod af en ubemandet Junkers Ju 88, som i stedet for cockpit var udstyret med en 2.800 kg tung hulladning med fjernudløser, og som var forbundet med fx en Messerschmitt Bf 109. Fra Messerschmitt-flyet styrede piloten Junkers-flyet, frakoblede derpå sit eget fly og fløj tilbage. Den første sådanne Mistelgespann-enhed, Kampfgruppe 101, blev indsat i natten mellem den 24. og 25. juni. Med fire fly fløj lederen af enheden kaptajn Horst Rudat, ind i invasionsområdet og styrede sammen med de øvrige piloter Junkersflyene mod allierede skibe. HMS Nith, en britisk fregat, fik betydelige skader da en Ju 88 ramte vandoverfladen lige i nærheden. Ni besætningsmedlemmer omkom og yderligere 26 blev såret. HMS Nith blev bragt tilbage til England, så den kunne blive repareret.

### Slaget om Caen
Den 1. canadiske og 2. britiske armé med ca. 115.000 mand sad fast foran nogle tyskbesatte landsbyer nord for Caen. Derfor planlagde de Allierede at gennemføre et bombeangreb den 7. juli mod landsbyerne, men det blev i første omgang opgivet på grund af, at tropperne på jorden var for tæt på. Derpå blev området der skulle bombarderes flyttet tættere på Caen. 467 allierede fly deltog i bombardementet om aftenen den 7. juli i klart vejr og nedkastede omkring 2.276 bomber, som kun tilføjede tyskerne meget små skader, mens Caens nordlige forstæder stort set blev ødelagt og ca. 3.000 civile blev dræbt. Det lykkedes tyskerne at nedskyde et fly med Flak, mens yderligere tre styrtede ned over allieret område. Udover bombardementet fra luften beskød flåden Caen fra skibe ud for kysten.
Alexander McKee kommenterede bombardementet den 7. juli således:
„De 2.500 tons bomber skelnede på ingen måde mellem ven og fjende. Hvis de britiske beslutningstagere troede at de kunne gøre tyskerne bange ved at dræbe franskmænd, tog de meget fejl.“ .
Da de britiske og canadiske enheder forsøgte at indtage Caen den 8. juli (slaget om Caen) blev der igen indsat strategiske bombefly. Som på D-dag og før operation Epsom gennemførte 800 Halifax-fly fra Bomber Command en tæppebombning af området bag hovedkamplinjen, den såkaldte "Bomb Line". I løbet af 40 minutter nedkastede de 3.000 tons sprængbomber. Efterfølgende blev der indsat jagerbombere fra 2. taktiske luftflåde som støtte for enhederne på jorden og som afskærmning mod Luftwaffe. Frem til den 11. juli blev bydelene nordvest for Orne indtaget. De tyske stillinger på de sydøstlige bred kunne ikke indtages, da alle broer i byen var ødelagt.
Ifølge planen for Operation Overlord skulle området mellem og Falaise erobres uden forsinkelse, ikke mindst fordi dette flade vidtstrakte område var velegnet til etablering af fremskudte flyvepladser. Den 18. juli blev der derfor indsat 942 allierede fly i et angreb på fem landsbyer øst for Caen for at lette den 2. britiske armés indsats i Operation Goodwood. Angrebet begyndte ved daggry i godt vejr. Fire af målene var tilfredsstillende afmærkede af stifinderfly mens besætningerne på bombeflyene selv måtte finde vej til det femte. Med støtte fra amerikanske jagere og bombefly nedkastede de britiske fly ca. 6.800 tons bomber over landsbyerne og det omkringliggende område. To tyske enheder, 16. Luftwaffefeltdivision og 21. panserdivision blev sammenlignet med de øvrige tyske enheder ramt særdeles hårdt. I alt seks allierede fly blev nedskudt af tyskerne.
En walisisk soldat sagde om bombeeskadrillerne:
| „ | Hele den nordlige himmel var, så langt øjet rakte, fyldt af bombefly - bølge efter bølge, den ene efter den anden, strakte sig mod øst og vest, så man troede at nu var det slut. Alle havde nu forladt deres køretøjer og stirrede undrende på himlen indtil den sidste bølge af bombefly havde kastet sine bomber og var på vej hjem. Derefter begyndte kanonerne med stadig større larm at fuldende den opgave bombeflyene havde påbegyndt.. | “ |

Derefter krydsede britiske og canadiske enheder Orne-floden over broer nordøst for Caen, som allerede var blevet erobret på D-dag. De 600 allierede kampvogne stødte på heftig modstand fra tyskerne og allerede på førstedagen gik 200 kampvogne tabt. Da vejret blev dårligt den 20. juli blev operationen indstillet.

### Egenbeskydning under Operation Cobra
Efter åbningen af havnen i Cherbourg skete der en kraftig opmarch af amerikanske styrker vest for Caen. De skulle indlede et storangreb den 23. juli ved Saint-Lô i sydlig retning. Angrebet måtte udskydes på grund af uvejret, som også stoppede Operation Goodwood; men den 24. juli skulle det amerikanske 8. luftvåben forberede angrebet ved at angribe mål ved Saint-Lô. Størstedelen af bombeflyene blev kaldt tilbage på grund af dårligt vejr, men 350 bombefly kastede deres bomber under vanskelige vejrforhold. Herved blev der kastet bomber på den allierede side af fronten som ramte den allierede fremskudte flyveplads A.5 (Chipelle), samt dele af den 30. amerikanske infanteridivision.
Landstyrkernes angreb blev således forsinket endnu en dag til den 25. juli kl. 11. Denne gang skulle middelsvære bombefly fra 9. amerikanske luftvåben understøtte angrebet, og der blev igen ramt egne enheder. I løbet af to dage havde 30. infanteridivision tab på 700 mand på grund af egenbeskydning. Alligevel blev Operation Cobra en stor succes og førte til etableringen af Falaise-lommen.

### Tysk rekognoscering og Arado Ar 234
Om morgenen den 2. august startede der en prototype af det tyske jetdrevne bombe- og rekognosceringsfly Arado Ar 234 fra Juvincourt flyveplads ved Paris. Flyet blev ført af løjtnant Erich Sommer i en højde mellem 9.200 og 10.000 meter (kilderne er ikke enige) med en hastighed på ca. 740 km/t og indsamlede i løbet af den 90 minutter lange flyvning flere informationer og billeder af det allierede brohoved end alle de propeldrevne rekognosceringsfly fra Luftwaffe havde indsamlet i løbet af de forudgående 8 uger idet han overfløj hele brohovedet fra ende til anden.. Efterfølgende fløj Arado 234 regelmæssige rekognosceringsflyvninger, hvilket dog ikke havde større indflydelse på krigens gang, da de Allierede allerede havde etaberet en fast base i Frankrig.

### Forsvar mod det tyske modangreb den 7. august
Den hurtige fremrykning af amerikanske enheder fra Saint Lô mod Avranches gav forsvarerne mulighed for et modangreb. Dele af den 15. tyske armé, som indtil da havde været holdt tilbage ved Pas-de-Calais, og dele af den 7. armé indledte om natten mellem den 6. august|6. og 7. august et storangreb fra Mortain i vestlig retning for at gennembryde den allierede flanke og efterfølgende omringe store allierede enheder. Ved dette angreb, som fik kodenavnet Unternehmen Lüttich, skulle 300 tyske jagere fra flyvepladser omkring Paris forhindre allierede luftangreb.
De Allierede opdagede hurtigt at en angreb var under opsejling og panserstyrkerne ved Avranches blev forstærket med yderligere to amerikanske divisioner. Lederne af de allierede flystyrker besluttede at Typhoon-jagerbomberne fra 2. taktiske luftflåde udelukkende skulle koncentrere sig om de fremrykkende tyske kampvogne mens jagerne fra 2. taktiske luftflåde, 9. luftvåben og 8. luftvåben etablerede en forsvarskorridor mod tyske jagere.
Indtil den 7. august gik det pænt fremad for det tyske modangreb. Tåge ved jorden var en fordel, og forhindrede indsats af Typhoon-flyene. Den 30. amerikanske infanteridivision blev omringet på et højdedrag ved Mortain af tyske kampvognsenheder, men ved middagstid den 7. august lettede tågen og det blev glimrende flyvevejr. Så gik jagerbomberne i aktion mod over 250 kampvogne og pansrede køretøjer. De tyske jagerfly blev holdt borte fra slagmarken, og indtil om aftenen angreb Typhoon-jagerbomberne med raketter og kanoner og ødelagde to tredjedele af de tyske kampvogne. Dermed var Unternehmen Lüttich slået fejl.
Ved RAFs undersøgelse af vragene på slagmarken viste det sig senere, at flere køretøjer var blevet forladt af deres besætninger end der var blevet ødelagt fra luften. Af de køretøjer, som blev ødelagt var flere ødelagt af panserværnskanoner end af raketter. Deraf sluttede man, at angribende Typhoon-jagerbombere havde samme demoraliserende virkning som den man kendte fra de tyske Ju 87 Stuka fly.
Som særlig anerkendelse af Typhoon-piloternes indsats blev der bygget et Typhoon-mindesmærke i Noyers-Bocage, hvor der i sort marmor er indhugget navnene på 151 Typhoon-piloter, som blev dræbt mellem maj og august 1944.

### Indsættelse af tyske gengældelsesvåben
Det af Kriegsmarine udviklede V-1-krydsermissil blev første gang indsat i et angreb på London om natten mellem den 12. og 13. august 1944 fra affyringsramperne ved Kanalkysten. Indtil affyringsramperne blev erobret den 6. september 1944 blev der afskudt ca. 8.000 V-1-missiler, hvoraf 29 % nåede deres mål. Som forsvar blev der først og fremmest indsat de hurtige Hawker Tempest. Ved V-1-angrebene på London blev 6.184 civile dræbt og yderligere 17.981 blev alvorligt sårede.
Det var meningen af V2-raketterne fortrinsvis skulle affyres fra en rampe ved Saint-Omer, men den kunne på grund af vedvarende luftangreb og efterfølgende erobring ikke tages i brug. Den 8. september blev der første gang afskudt en V-2 fra en mobil afskydningsrampe. Senere blev V-2'ere afskudt fra hollandske øer. Indtil den sidste afskydning den 27. marts 1945 blev 2.724 personer dræbt af V-2-raketter og 6.467 alvorligt såret. Hitlers forventninger om, at dette våben ville gøre briterne møre, blev ikke opfyldt. Viljen til at besejre Tyskland blev derimod styrket.

### 26.-27. august – Tysk luftangreb på Paris
Efter at de Allierede havde erobret Paris den 25. august 1944 kastede tyske fly bomber over byen om natten mellem den 26. og 27. august.
Knap 500 huse brændte og knap 50 mennesker blev dræbt mens yderligere omkring 500 blev såret.

## Tab
Mellem den 6. og 30. juni 1944 mistede de allierede flystyrker i alt 1.284 fly, hovedsagelig på grund af Flak. I alt blev der i dette tidsrum fløjet 158.000 missioner.
Indtil nedkæmpelsen af lommen ved Falaise i slutningen af august 1944 steg de allierede tab til 4.099 fly og 16.674 besætningsmedlemmer. Blandt de mistede fly var der 1.639 jagere, jagerbombere og mellemsvære bombefly.
Til gengæld mistede Luftwaffe 1.522 jagerfly. Tabsraten ved direkte luftkamp var 3:1 i de Allieredes favør. To ud af tre nedskudte allierede jagere blev ramt af tysk og i mindre grad allieret antiluftskyts. Tabsraten pr. indsats var var seks gange så høj for tyskerne som for de Allierede .
Mens de Allierede kunne erstatte de materielle tab med nyt materiel, forblev de tyske tab stort set uden erstatning.

## Dansk deltagelse
Den danske Wing Commander Kaj Birksted gjorde tjeneste som operationel planlægger ved generalstaben i 11. Group's Combined Control Center, RAF, hvor han blandt andet havde ansvaret for jagerdækning og eskorte i dagtimerne på D-dagen.

## Fodnoter
1. ↑  Hjemmeside med dokumentation af invasionen i Normandiet på : http://www.6juin1944.com/assaut/aeropus/en_page.php?page=statistics; Hentet i slutningen af april 2006
2. 1 2 3  Percy E. Schramm (Hrsg.): Kriegstagebuch des Oberkommandos der Wehrmacht 1944-1945, Teilband 1, ISBN 3-7637-5933-6
3. ↑  RAF hjemmeside – Luftwaffes slagorden Arkiveret 25. april 2006 hos  Wayback Machine; Hentet april 2006
4. ↑  Tony Hall (Hrsg.): Operation „Overlord“, ISBN 3-613-02407-1, Side 130
5. 1 2  De allierede tabstal i artiklen stammer fra følgende udgivelser: PRO document AIR 24/1496 Operations Record Book for 2nd TAF; RAF Fighter Command Losses, Volume 3, Norman Franks; Ninth Tactical Air Force in WWII, Kenneth Rust; The Mighty Eighth Combat Chronology, Paul Andrews und William Adams
6. ↑  Tabstallene for Luftwaffe stammer fra: La Luftwaffe Face Au Debarquement Allie: 6 Juin Au 21 Aout 1944, Jean-Bernard Frappé, ISBN 2-84048-126-X
7. ↑  Adolf Galland: Die Ersten und die Letzten
8. ↑  Tony Hall (Hrsg.): Operation „Overlord“, ISBN 3-613-02407-1, Side 130
9. ↑  Yves Lecouturier: Entdeckungspfade – Die Strände der alliierten Landung, Seite 102, ISBN 3-88571-287-3
10. ↑  Britisches Verteidigungsministerium: http://www.veteransagency.mod.uk/pdfolder/60th_anniversary/normandy.pdf Arkiveret 28. oktober 2005 hos  Wayback Machine, PDF-fil, Side 5
11. ↑  Tony Hall (Hrsg.): Operation „Overlord“, ISBN 3-613-02407-1, Side 145 (her er hastigheden fejlagtigt angivet til 270 km/t. Den i denne tekst anførte hastighed er baseret på http://www.faqs.org/docs/air/avar234.html; Hentet den 22. juni 2006. Desuden anfører Hall højden som 10.000 m, hvorimod faqs.org taler om 9.200 m)
12. ↑  Royal Air Force hjemmeside – Overblik Arkiveret 9. december 2010 hos  Wayback Machine; Hentet i slutningen af april 2006

## Eksterne kilder
- RAF hjemmeside – Luftwaffes styrker på D-dag (engelsk)
- RAF hjemmeside – Overblik (engelsk)
- Krigsdagbog for RAF: (engelsk)
  - Juni 1944
  - Juli 1944
  - August 1944
- „Bombing the European Axis Powers: A Historical Digest of the Combined Bomber Offensive, 1939–1945“ af Richard G. Davis Arkiveret 8. april 2008 hos  Wayback Machine (PDF (engelsk))
- „XIX Tactical Air Command and Ultra“ Arkiveret 17. marts 2004 hos  Wayback Machine (PDF (engelsk))